# Eremedaille voor Handelingen van Toewijding en Redding
De Eremedaille voor Handelingen van Toewijding en Redding (Frans: Médaille d'honneur pour actes de Dévouement et faits de Sauvetage) is een in 1820 ingestelde Franse Eremedaille. In de 19e eeuw kwam er steeds meer belangstelling voor het redden van drenkelingen en in alle Europese landen werden medailles geslagen en premies uitgeloofd voor redders in nood.
De eerste Franse medailles voor het redden van drenkelingen werden in 1789, vlak voor de Franse Revolutie, uitgereikt. Bekend is het geval van Jean-Baptiste Murget, adelborst van het regiment Royal-Roussillon, die in Tours tweemaal zijn leven waagde en het leven van een vrouw wist te redden. Hij ontving een aan een hemelsblauw lint gedragen medaille met de beeltenis van Lodewijk XVI van Frankrijk. Op de keerzijde van de door Pierre-Simon-Benjamin Duvivier gegraveerde medaille staat "DONNÉ PAR LE ROY A JEAN B. MURGET CAV AU R.R. ROUSSILLON IL BRAVANT DEUX FOIS LA MORT SAUVÉ LA VIE À UNE CITOYENNE DE TOURS EN 1789".
De officiële instelling van een onderscheiding viel pas 41 jaar later tijdens de regering van Lodewijk XVIII. Hij stichtte op 2 maart 1820 een medaille die "Médaille de Sauvetage" of "Médaille des Belles Actions" werd genoemd. De koning vond het goed dat zijn Minister van Marine in het vervolg zilveren en bronzen legpenningen (niet draagbare medailles) met het koninklijk portret zou toekennen aan zeelui die door hun moed en toewijding tijdens reddingen op zee opvielen.
De val van de laatste Bourbon betekende in eerste instantie dat de medaille na 12 april 1831 door zeelieden in het vervolg aan een lint in de kleuren van de Franse vlag (rood, wit en blauw) mocht worden gedragen. Op 31 januari 1833 gaf Lodewijk Filips van Frankrijk zijn voor marine, mijnen, steengroeven, havens en Binnenlandse Zaken verantwoordelijke ministers het recht om medailles aan ook in het vervolg redders van mensenlevens met medailles te belonen. In de loop van de 193e eeuw werden alle medailles voor Handelingen van Toewijding en Redding draagbaar.
Na medailles zilver werd ook een gouden medaille geslagen. In 1849 besloot de Minister van Marine om deze beide medailles in het vervolg in grote en kleine uitvoeringen toe te kennen. In 1899 kwam daar een bronzen medaille bij. Deze vijf graden waren de Minister van Marine nog niet genoeg om te differentiëren, ook een verguld zilveren medaille (médaille de Vermeil) zag het licht. Deze medaille was exclusief voor de koopvaardij bestemd en verving bij toekenningen aan de koopvaardij de kleine gouden medaille. De kleine gouden medaille werd door de Minister van Marine niet langer gebruikt. deze werd door andere ministers uitgereikt.
Op 16 november 1901 deed de naam "Medaille voor Handelingen van Toewijding en Redding" zijn officiële intrede.

## De medaille
De moderne medailles hebben een diameter van 27 millimeter en worden aan een 30 millimeter breed verticaal gestreept rood-wit-blauw lint op de linkerborst gedragen. Op de witte streep van het lint wordt bij verlening door de Minister van Transport of de Minister van Defensie (verantwoordelijk voor respectievelijk de koopvaardij en de marine) een rood anker gedragen. De linten van de gouden medailles zijn met gouden ankers en kleine rozetten met een diameter van 20 millimeter versierd.
Sinds 1792 zijn veel stempels voor Franse reddingsmedailles vervaardigd. Sinds 1899 is het voorgeschreven model daarentegen onveranderd. De ronde medailles worden in brons, zilver, verguld zilver of goud, dat is afhankelijk van de prestatie, geslagen. Zij hebben een diameter van 27 millimeter. De gravure is van de hand van de medaillist Charles Gustave de Marey.
Op de voorzijde van de medailles van de ministers van Defensie en Transport (verantwoordelijk voor de koopvaardij)
is "Marianne", zinnebeeld van de Franse republiek. afgebeeld. Het rondschrift luidt RÉPUBLIQUE FRANÇAISE. Op de keerzijde is een trofee met anker afgebeeld. Er is daar ook ruimte voor een persoonlijke opdracht of een gegraveerde naam. Het rondschrift is afhankelijk van de minister die de medaille toekent. Het is òf MARINE MARCHANDE. COURAGE ET DEVOUEMENT ofwel MINISTÈRE DE LA MARINE. COURAGE ET DEVOUEMENT.
De door de Franse Minister van Binnenlandse Zaken toegekende medailles wijken af van het bovenstaande model. Het lint is niet met een anker versierd en op de voorzijde van de medaille is een staande vrouwenfiguur afgebeeld. Achter haar wordt reddend ingegrepen; een man grijpt de teugels van een op hol geslagen paard en een ander red een vrouw uit de vlammen. Voor haar voeten is een gracht waarin een man een drenkeling in veiligheid brengt. Het rondschrift luidt DÉVOUEMENT. Op de keerzijde is een ruimte opengelaten voor een inscriptie. Deze luidt MINISTÈRE DE L’INTÉRIEUR en RÉPUBLIQUE FRANÇAISE.
De gouden medailles en de medailles in zilver der Ie Klasse dragen als verhoging en verbinding met het lint een krans van gouden eikenbladeren. Een eikenkrans was al in de Romeinse Republiek het ereteken van een man die een andere burger het leven had gered. De kransen zijn bij de zilveren medaille IIe Klasse van zilver en bij de bronzen medaille van brons.
Bij medailles van de Minister van Marine kijkt Marianne naar rechts. Bij de medailles van de Minister van Koopvaardij kijkt ze naar links.

## Criteria voor toekenning
De criteria voor toekenning zijn streng. De Franse regering maakt een scherp onderscheid tussen de omstandigheden die toekenning van een bronzen dan wel van een hogere medaille rechtvaardigen. Voor minder in het oog springende reddingen wordt  door de prefect van het departement een lettre de félicitations (felicitatiebrief) geschreven.
- De Bronzen Medaille wordt toegekend wanneer de hulpverlener zichzelf aan levensgevaar heeft blootgesteld. Wanneer de voorgedragen persoon eerder voor een redding een officiële felicitatiebrief heeft ontvangen of eervol werd vermeld wordt ook met redding onder minder gevaarlijke omstandigheden genoegen genomen.
- De twee zilveren medailles worden alleen toegekend wanneer men eerder al met de bronzen medaille werd gedecoreerd. Alleen  een nieuwe van moed getuigende redding kan een persoon voor een hogere medaille in aanmerking doen komen. Men moet dus eerst de bronzen, dan de zilveren en dan de zilveren medaille Ie Klasse verdienen.
- De verguld zilveren medaille wordt alleen aan een drager van beide zilveren medailles toegekend wanneer deze tijdens een nieuwe reddingsactie blijk heeft gegeven van moed en initiatief.
- Het toekennen van een gouden medaille is niet afhankelijk van het bezit van zilveren medailles. De toekenning van deze medaille eert een persoon die zichzelf heeft onderscheiden door uitzonderlijke moed tijdens het redden van zijn of haar medeburgers.

De Franse regering heeft het beoordelen van de voordrachten gedecentraliseerd en overgelaten aan de prefecten. Zij kennen ongeveer 400 medailles per jaar toe.
De medaille werd in november 2011 aan de herdershond Aldo toegekend. Het dier kreeg de bronzen medaille op zijn halsband bevestigd voor zijn bijdrage bij 475 arrestaties sinds het begin van het jaar 2011 en meer dan 1.700 arrestaties sinds hij bij de politie begon.
Voor de marine is vastgelegd dat de minister ook daden van moed in de arsenalen en in de installaties in de havens, of zij nu door militairen of burgers zijn, moet beoordelen.
De minister van Transport beoordeelt de moedige daden van de koopvaardij niet alleen op zee maar ook in havens en op rivieren.

## Protocol
De voordracht moet worden ondersteund door een proces-verbaal van de Gendarmerie. Wanneer men op uniformen geen modelversierselen draagt is een kleine rechthoekige baton in de kleuren van het lint voorgeschreven. Op de baton mag door de drager van een gouden medaille een rozet worden gemonteerd. Wie de medaille in zilver draagt monteert een gouden vijfpuntige ster. De zilveren medaille der Ie Klasse wordt met twee van deze sterren in zilver aangeduid. Een enkele zilveren ster duidt op het bezit van de zilveren medaille der IIe Klasse. Op de baton van een bronzen medaille wordt geen ster gedragen. De door de ministers van Defensie en Transport onderscheiden personen dragen op het witte vlak van de baton het voorgeschreven rode anker.
Ongebruikelijk is binnen het Franse protocol de regel dat wie de medaille meerdere malen of in meerdere graden ontvangt alle medailles naast of onder elkaar blijft dragen. Een onderzoekscommissie onderzoekt alvorens tot een advies over de voordracht te komen de omstandigheden van de redding en alle acten. Zij onderzoekt ook de moraal van de voorgedragen redder. De medaille kan echter weer worden ingenomen indien de drager zich schuldig heeft gemaakt aan een misdrijf.
De medaille wordt ook als miniatuur gedragen op bijvoorbeeld een rokkostuum.
De medailles kunnen ook worden toegekend aan teams van hulpverleners en aan de bemanningen van hulpverleningsboten. Degenen die bij de desbetreffende redding aanwezig waren mogen dan op de schouder een blauw-wit-rode nestel (Frans: fourragère) dragen. Een dergelijk eerbewijs viel de brandweer van Indre ten deel; de Service Départemental d'Incendie et de Secours de l'Indre kreeg de medaille als vaandeldecoratie aan een cravatte en aan alle brandweerlieden en hulpverleners werd een nestel uitgereikt.

## Medailles van de Minister van Binnenlandse Zaken

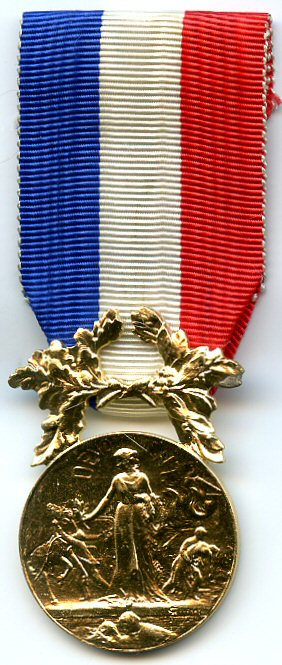
Medaille in Verguld Zilver
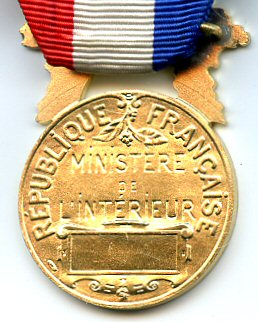
Keerzijde

## Medailles van de Minister van Transport

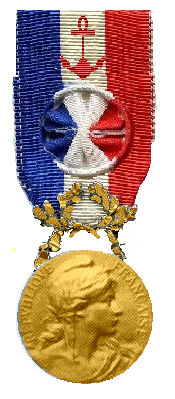
Gouden Medaille
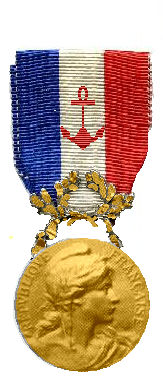
Medaille in Verguld Zilver
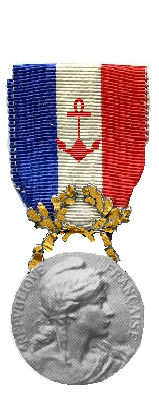
Medaille in Zilver Ie Klasse
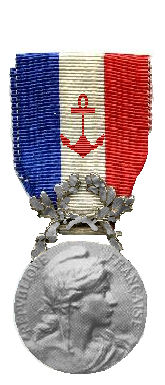
Medaille in Zilver IIe Klasse
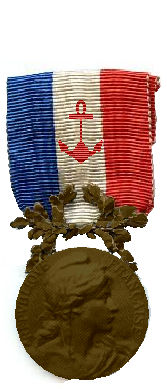
Medaille in Brons
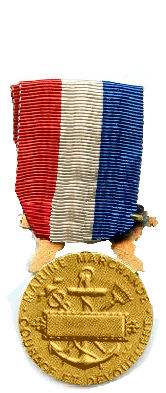
Keerzijde van de medaille

## Medailles van de Minister van Defensie

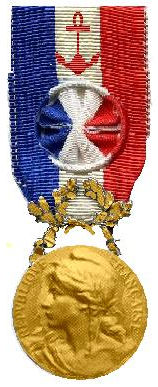
Gouden Medaille
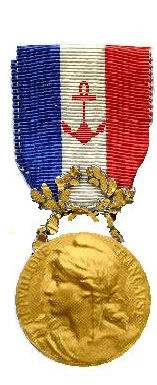
Medaille in Verguld Zilver
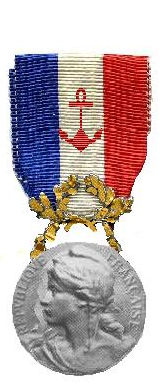
Medaille in Zilver Ie Klasse
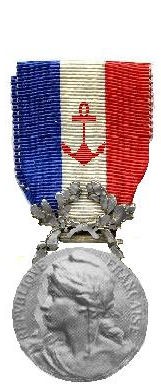
Medaille in Zilver IIe Klasse
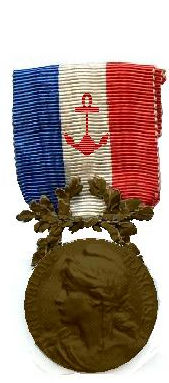
Medaille in Brons